# Kempisty
Kempisty is een historisch Pools merk dat in 1929-1939 motorfietsen maakte. De fabrikant was Jan Raczynski, die Warschau als standplaats had.